# Tim Schafer
Pour les articles homonymes, voir Schafer.
Timothy John Schafer, né le 26 juillet 1967, est un concepteur de jeux vidéo et notamment de jeux d'aventure. Après plus de dix années chez LucasArts, Schafer décida en janvier 2000 de créer sa propre société, Double Fine Productions. Cette dernière a publié le jeu Psychonauts, ainsi que Brütal Legend.
En 2018, il reçoit un Game Developers Choice Award pour l'ensemble de sa carrière.

## Biographie
Dès sa jeunesse, Tim Schafer programmait déjà des petits logiciels sur son Atari. Toutefois, il ne voyait pas la programmation comme son futur métier, car sa passion était l’écriture. Mais ces deux talents ne sont pas du tout incompatibles, et après l’obtention de son diplôme d’informatique, il rentre chez Lucasfilm Games.
Il s’y voit proposer l’élaboration des dialogues de The Secret of Monkey Island et Monkey Island 2: LeChuck's Revenge. Plus tard, il participera à la conception du mythique Maniac Mansion: Day of the Tentacle.
Fort de ces succès, LucasFilm Games, aujourd’hui LucasArts, lui donne carte blanche pour la création de deux jeux : Full Throttle et Grim Fandango. Même si, financièrement, leur réussite est mitigée, les deux titres sont reconnus par la critique comme de grand jeux d'aventure ; grâce à leurs qualités scénaristiques, musicales, et d'ambiance.
Pour Tim Schafer, ses créations n’ont pas qu’un but ludique, elles doivent être artistiques : « Certains écrivains pourraient beaucoup apporter au jeu, mais notre industrie ne s’est pas encore donné la peine de les chercher et de les former ».
Cependant, il quitte LucasArts en 2000 pour fonder sa société : Double Fine Productions et y commence la création de Psychonauts, un titre action/aventure.

Puis en 2009, sort Brütal Legend, un beat'em all mélangeant action, aventure et « stratégie », dans une ambiance heavy metal.
Le 9 février 2012, Tim Schafer en collaboration avec Ron Gilbert a lancé via le site Kickstarter un appel pour rassembler des fonds destinés à financer un nouveau jeu d'aventure point & click qui serait réalisé à l'ancienne, Broken Age.
Alors qu'il espérait ainsi obtenir 400 000 $, c'est finalement un montant de 3 336 371 $ qui a été rassemblé le 13 mars 2012, au moment de clore l'appel aux dons sur Kickstarter. Ensuite, les dons ont continué d'affluer via Paypal et à la mi-mai 2012, c'est près de 5 000 000 $ qui auraient été rassemblés. Tim Schafer a annoncé que les fonds supplémentaires serviraient à éditer le jeu à venir en diverses langues (notamment allemand, espagnol, français, italien). Le 7 mai 2013, il lance par le biais de Humble Indie Bundle un second Kick Starter pour le jeu. Le jeu est sorti sur la plateforme STEAM et aussi sans DRM via GoG.com et Humble Bundle sur PC, Mac, Linux et Android.
Il a co-fondé Fig.

## Ludographie

### LucasArts
- Maniac Mansion (1987) — Assistant
- The Secret of Monkey Island (1990) — Scénariste et programmeur
- Monkey Island 2: LeChuck's Revenge (1991) — Programmeur
- Indiana Jones and the Fate of Atlantis (1992) — Conseil
- Maniac Mansion: Day of the Tentacle (1993) — Créateur, concepteur, producteur et programmeur
- Full Throttle (1995) — Scénariste, concepteur et programmeur
- Grim Fandango (1998) — Chef de projet

### Double Fine Productions
- Psychonauts (2005) — Directeur créatif et scénariste
- Brütal Legend (2009) — Directeur créatif et scénariste
- Costume Quest (2010) — Crédité en tant que directeur créatif du studio
- Stacking (2011) — Crédité en tant que directeur créatif du studio
- 5, rue Sésame : Il était un monstre (2011) — Crédité en tant que directeur créatif du studio
- Iron Brigade (2011) — Crédité en tant que directeur créatif du studio
- Double Fine Happy Action Theater (2012) — Crédité en tant que directeur créatif du studio
- Middle Manager of Justice (2012) — Crédité en tant que directeur créatif du studio
- Kinect Party (2012) — Crédité en tant que directeur créatif du studio
- The Cave (2013) — Crédité en tant que directeur créatif et président du studio
- Dropchord (2013) — Crédité en tant que directeur créatif du studio
- Spacebase DF-9 (2013) — Crédité en tant que directeur créatif du studio
- Broken Age : Acte 1 (2014) — Directeur, scénariste et crédité en tant que président du studio
- Costume Quest 2 (2014) — Crédité en tant que président du studio
- Massive Chalice (2014) — Crédité en tant que président du studio
- Broken Age : Acte 2 (2015) — Directeur, scénariste et crédité en tant que président du studio
- Psychonauts: In the Rhombus of Ruin (2017)
- Psychonauts 2 (2021)